# Stromatolithe

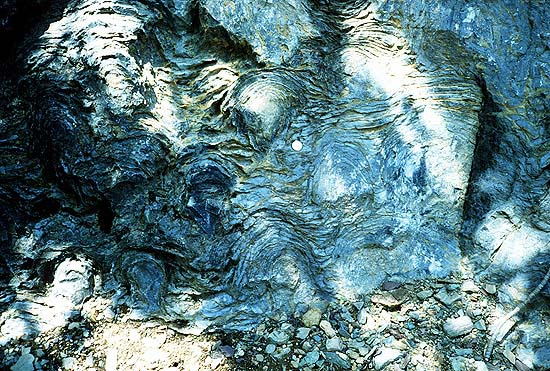
Les premiers stromatolithes, fossilisés, datent de plus de 3,4 milliards d'années. Ils sont la trace des premières formes de vie en colonies fixées.

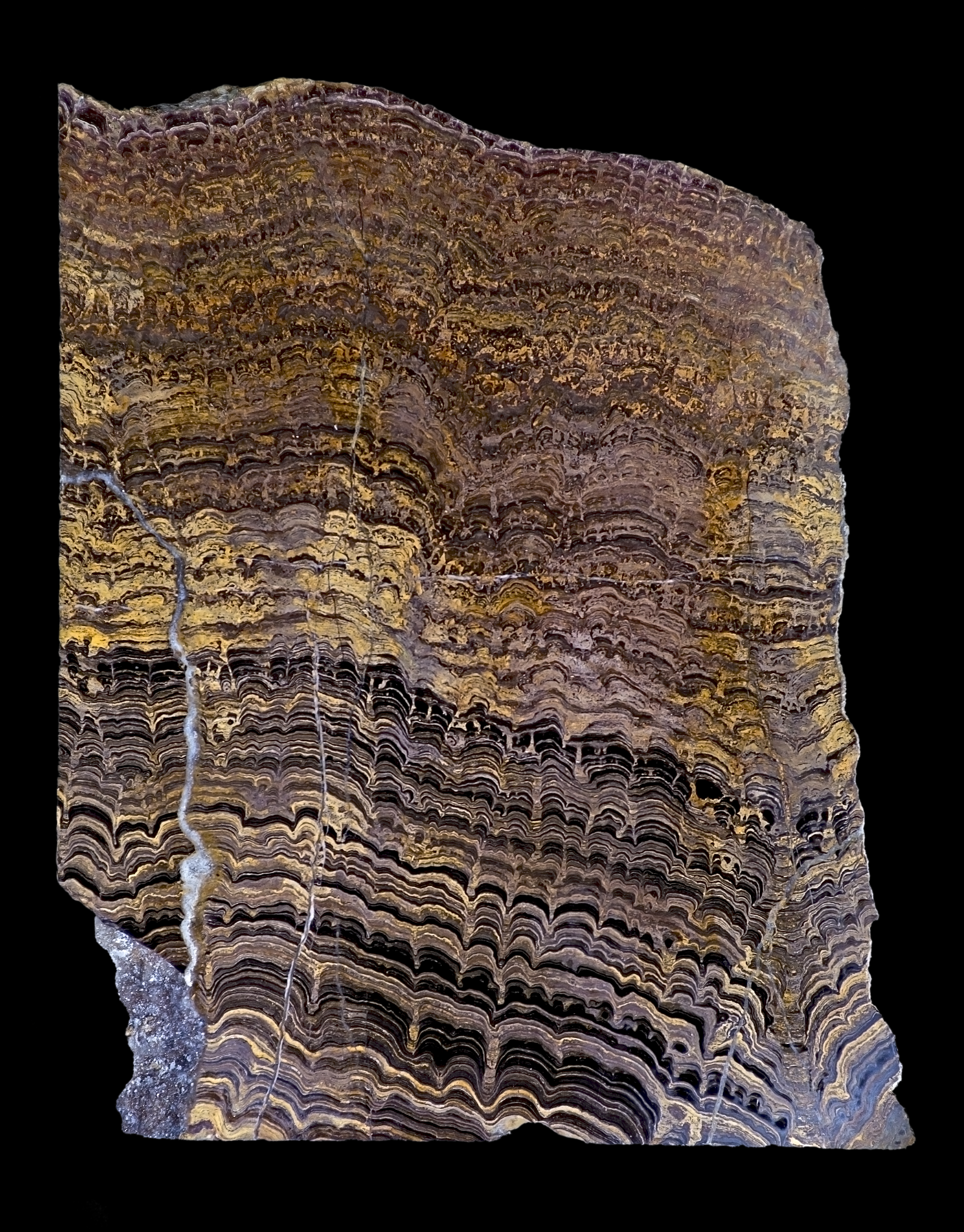
Coupe d'une roche montrant des laminations avec des alternances de stromatolithes et de sédiments datant du Protérozoïque.

Un stromatolithe, ou stromatolite (on parle aussi parfois de « thrombolite »), est une structure laminaire constituée de calcaire, parfois de silice, qui se développe en milieu aquatique peu profond, marin ou d'eau douce continentale,,,.
Les stromatolithes sont d'origine à la fois biogénique (biolithogenèse par des communautés de cyanobactéries) et sédimentaire (structures carbonatées en feuillets empilés formés de particules sédimentaires piégées dans des voiles algaires gélatineux produits par ces bactéries).
Les stromatolithes sont dits :

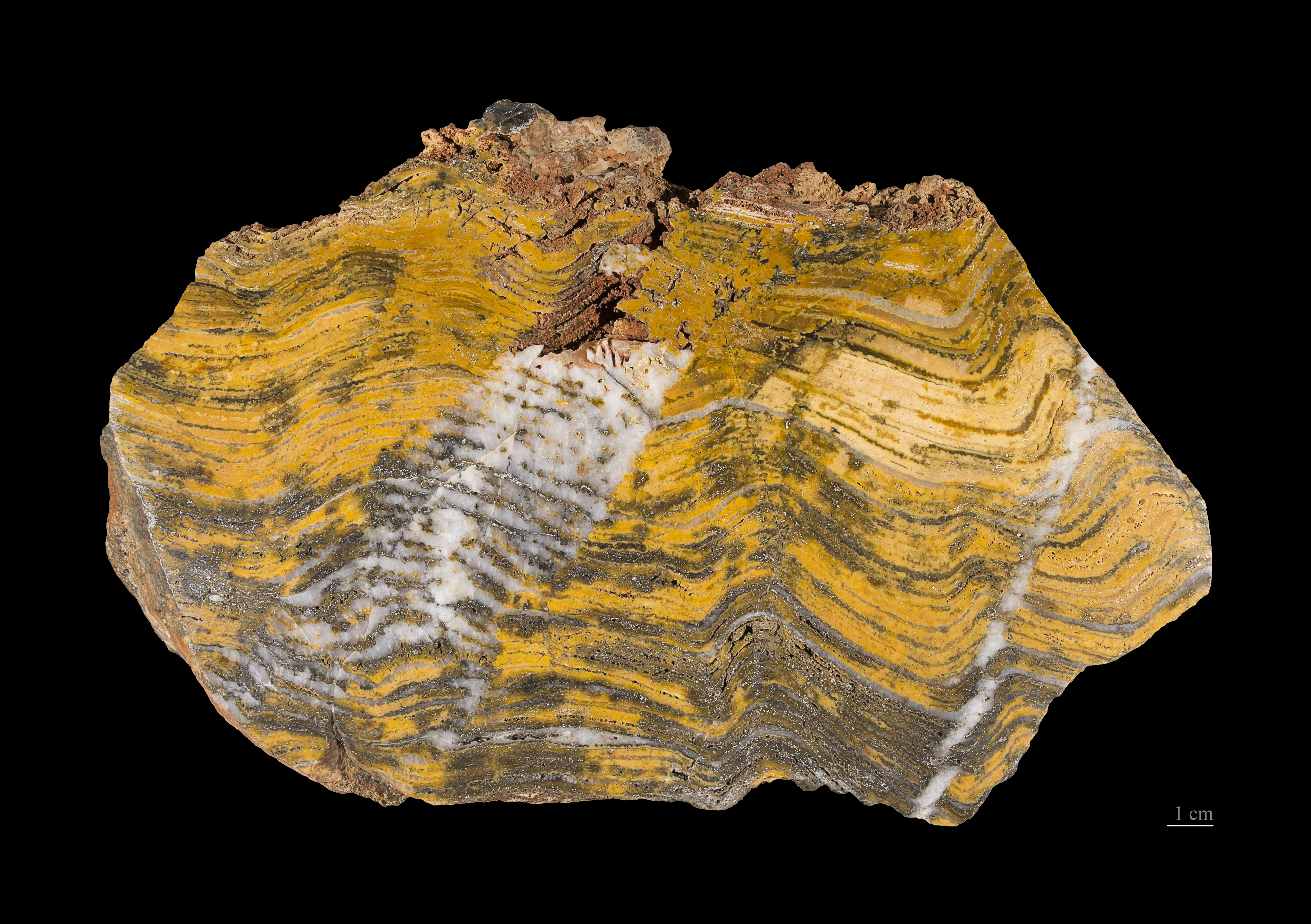
Stromatolithes de Pilbara craton, Australie, datant du Paléoarchéen. Muséum de Toulouse.

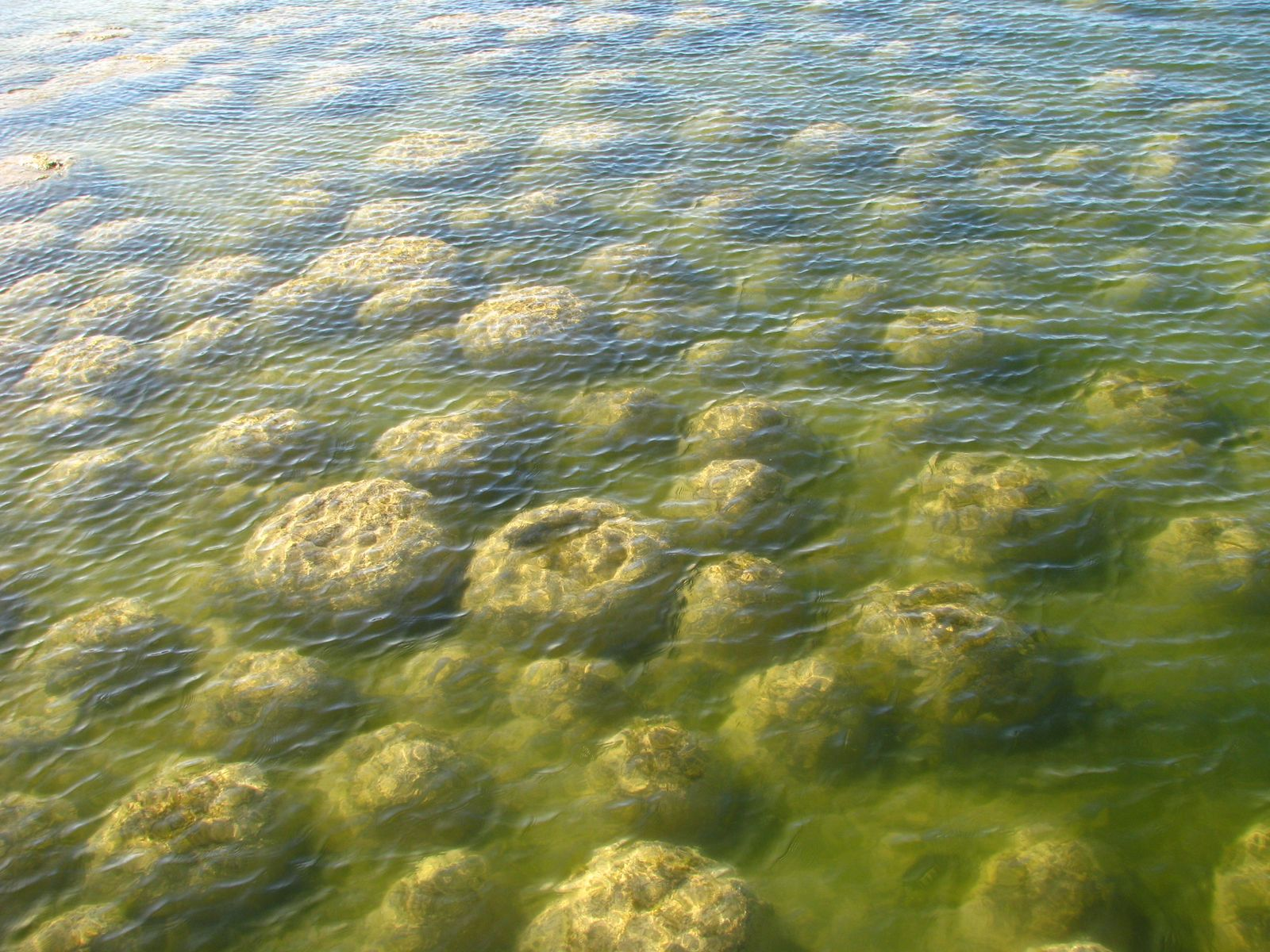
Stromatolithes de formes plus arrondies et de couleur plus claire. Tous les stromatolithes se forment en eaux peu profondes.

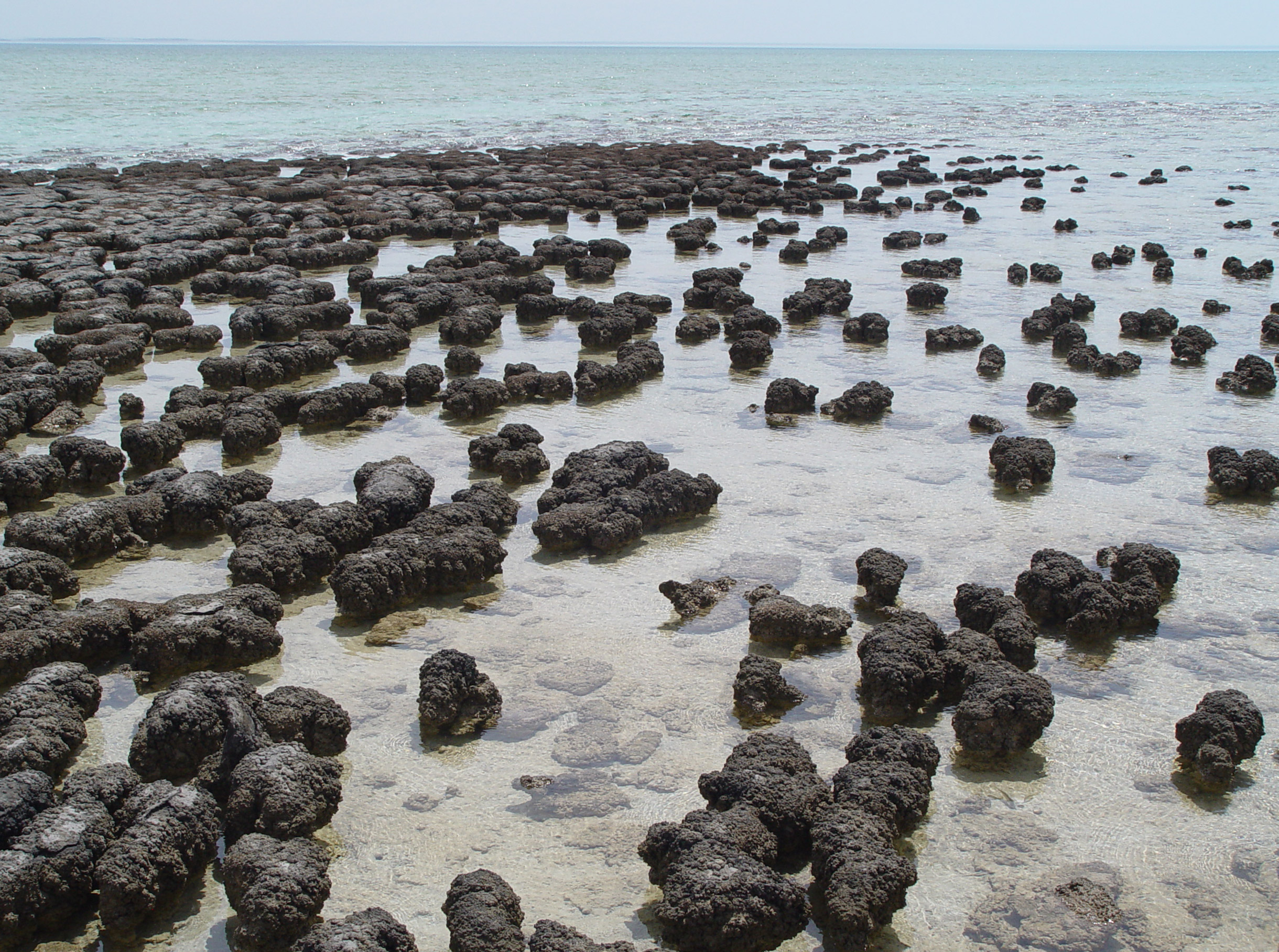
La baie Shark en Australie est un des très rares endroits du monde à abriter encore des stromatolithes en développement actif.

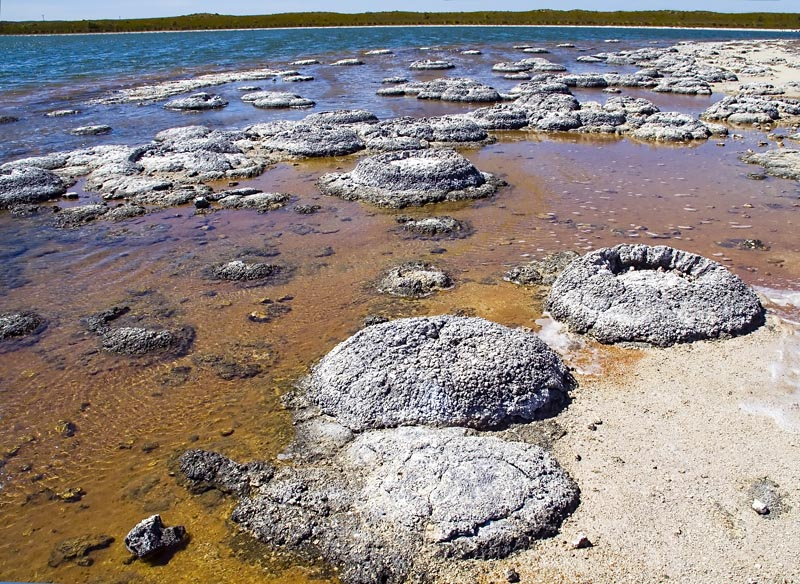
Une autre forme de stromatolithe, sur le lac Thetis en Australie.

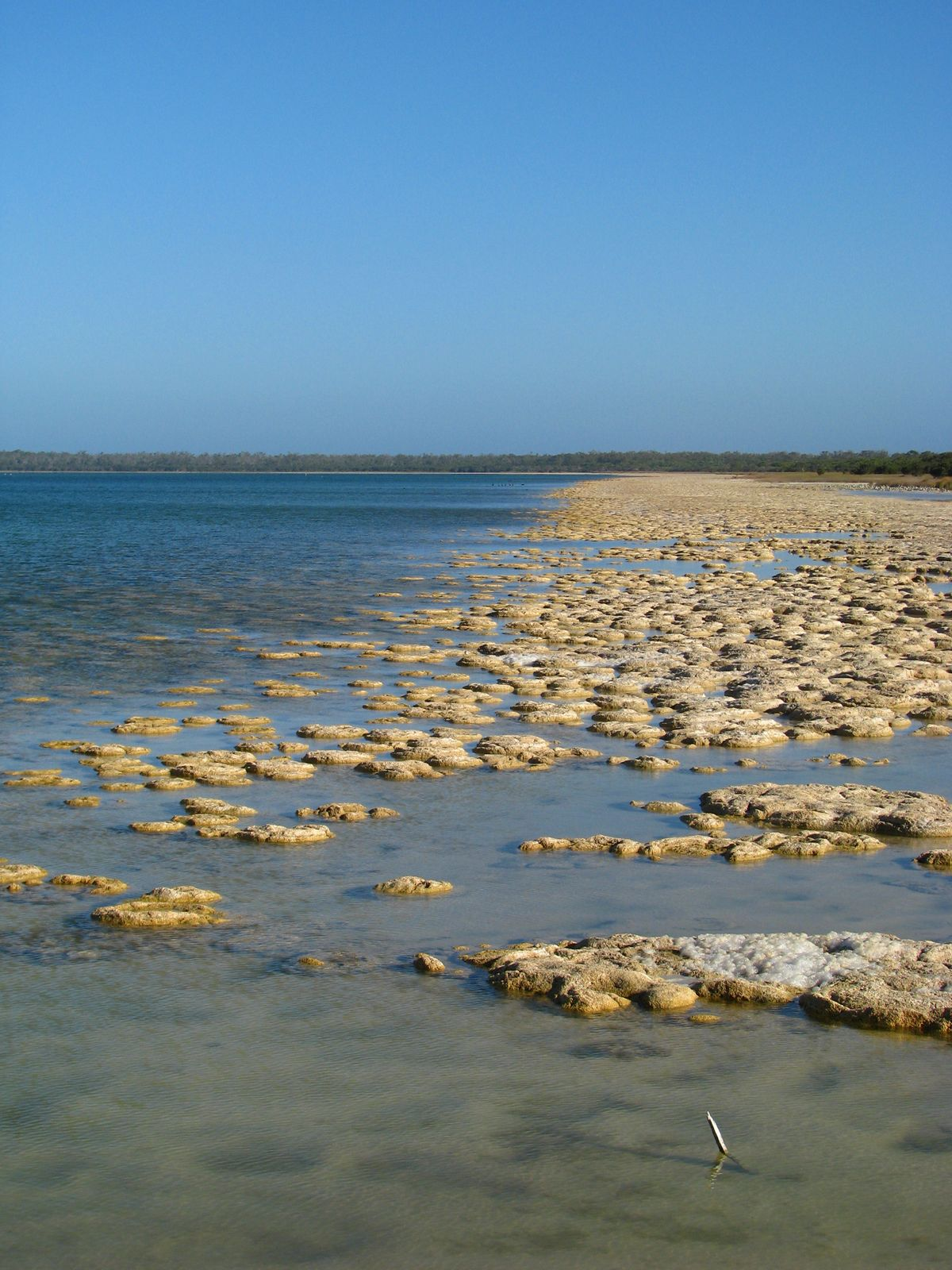
La structure inhabituelle des stromatolithes crée un écotone et un habitat très particulier, qui à marée basse modifie le courant marin et la température de l'eau, à leur avantage.

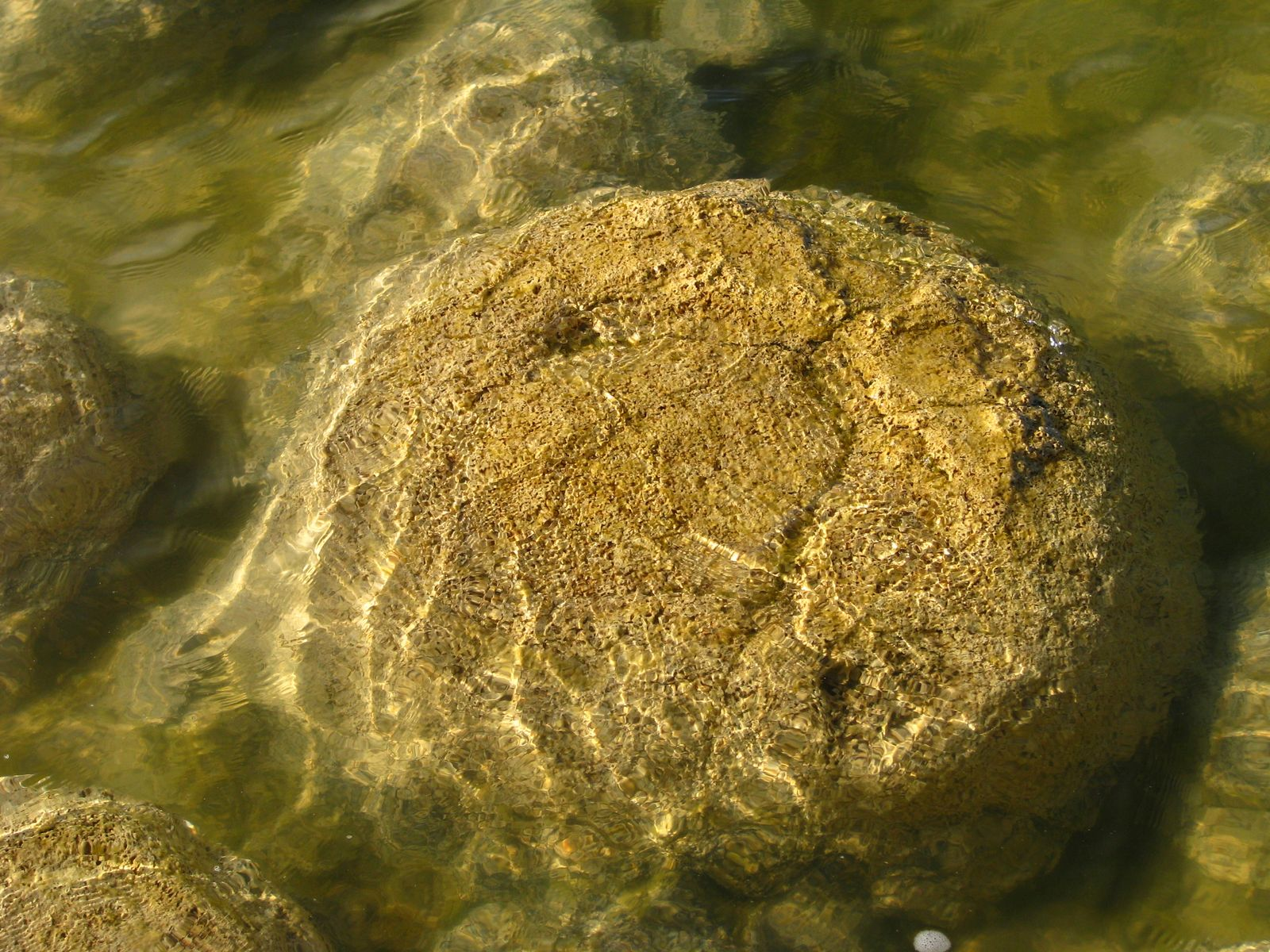
Stromatholithe contemporain, en croissance, sur le littoral ouest de l'Australie, dans le parc national de Yalgorup.

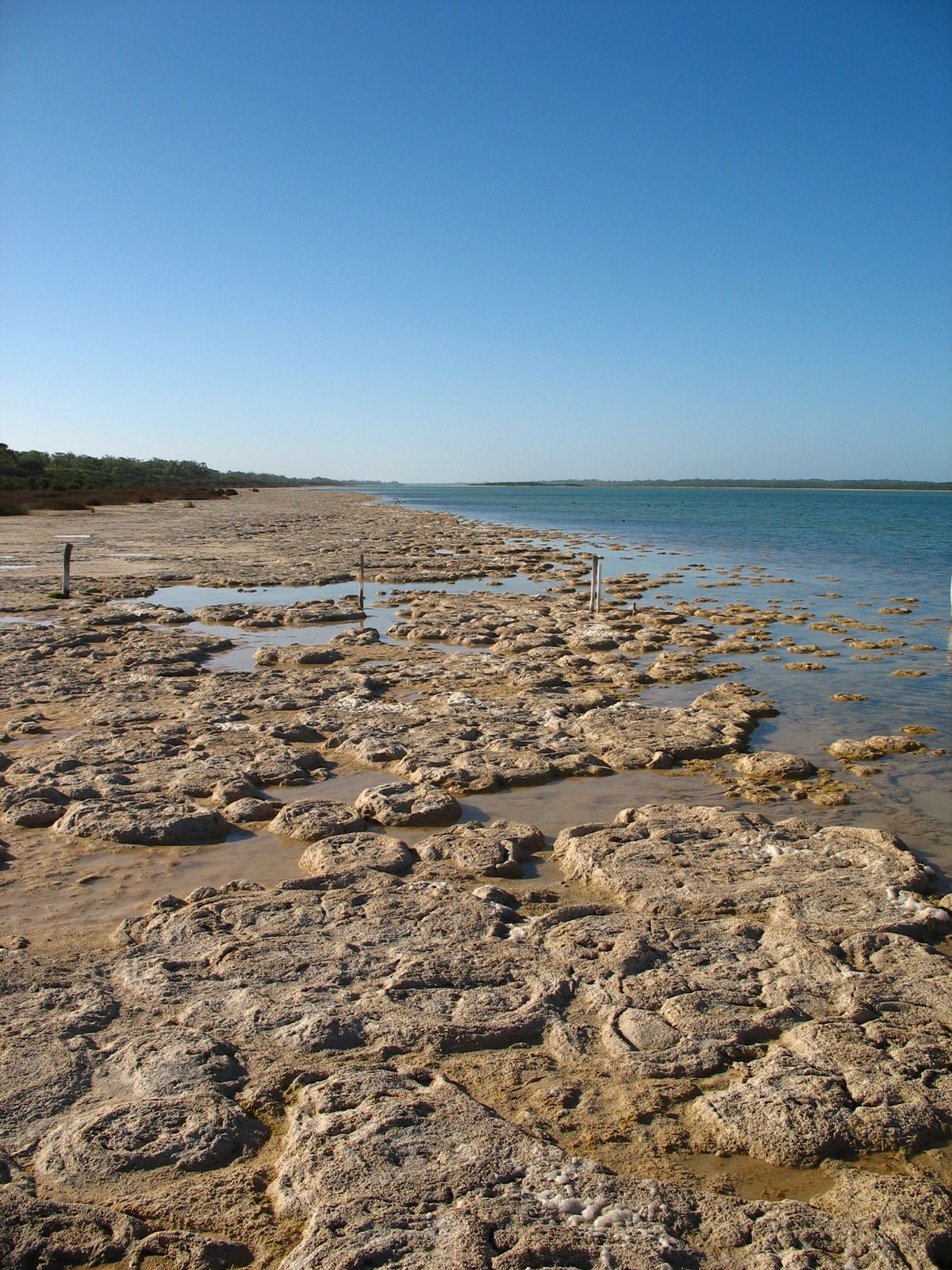
Les stromatolithes forment de petits platiers en bord de mer ou de lac, d'une structure plus tourmentée au bord de l'eau.

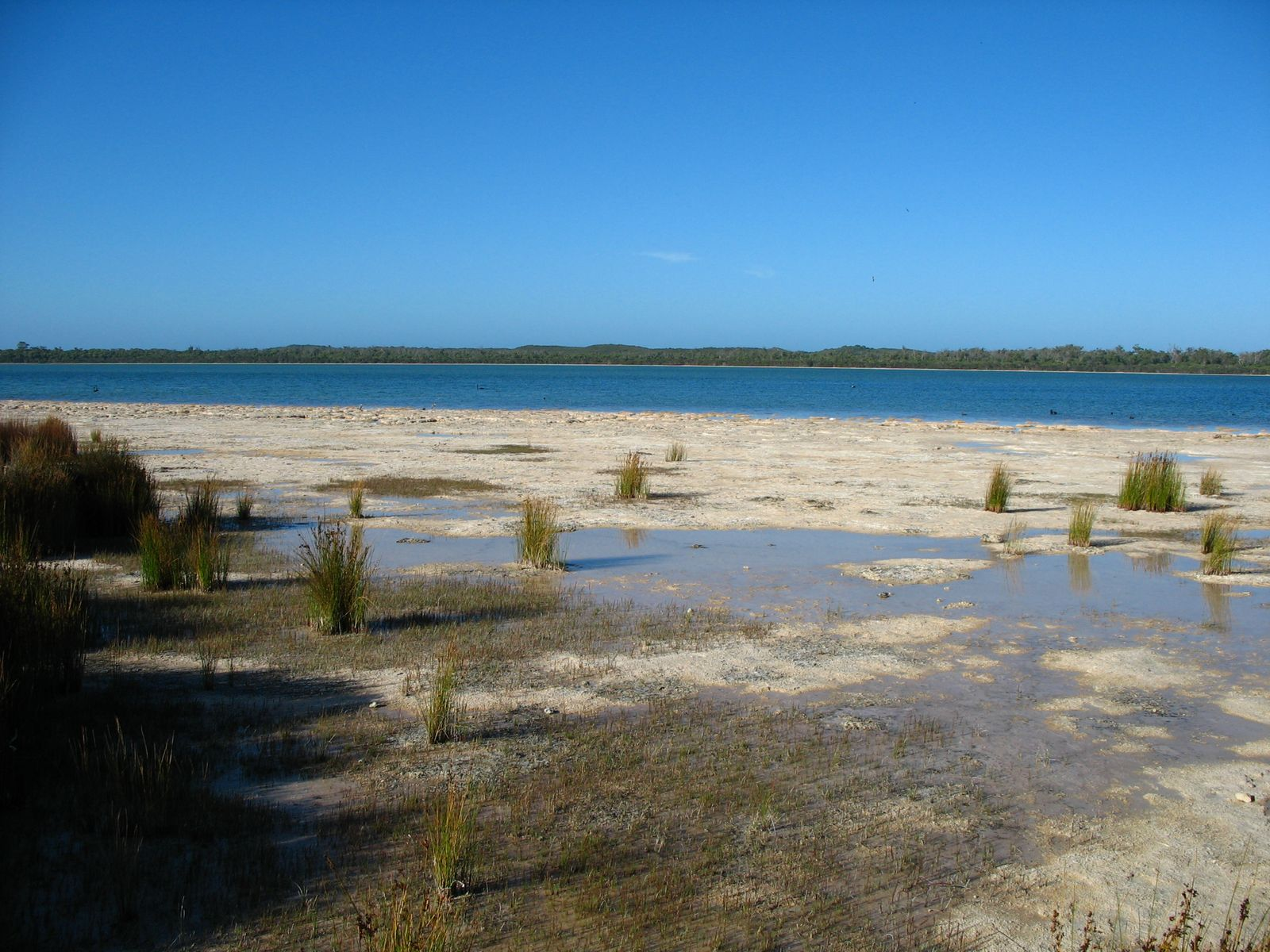
Si la salinité diminue, la végétation terrestre colonise le platier (Parc national de Yalgorup, Australie).

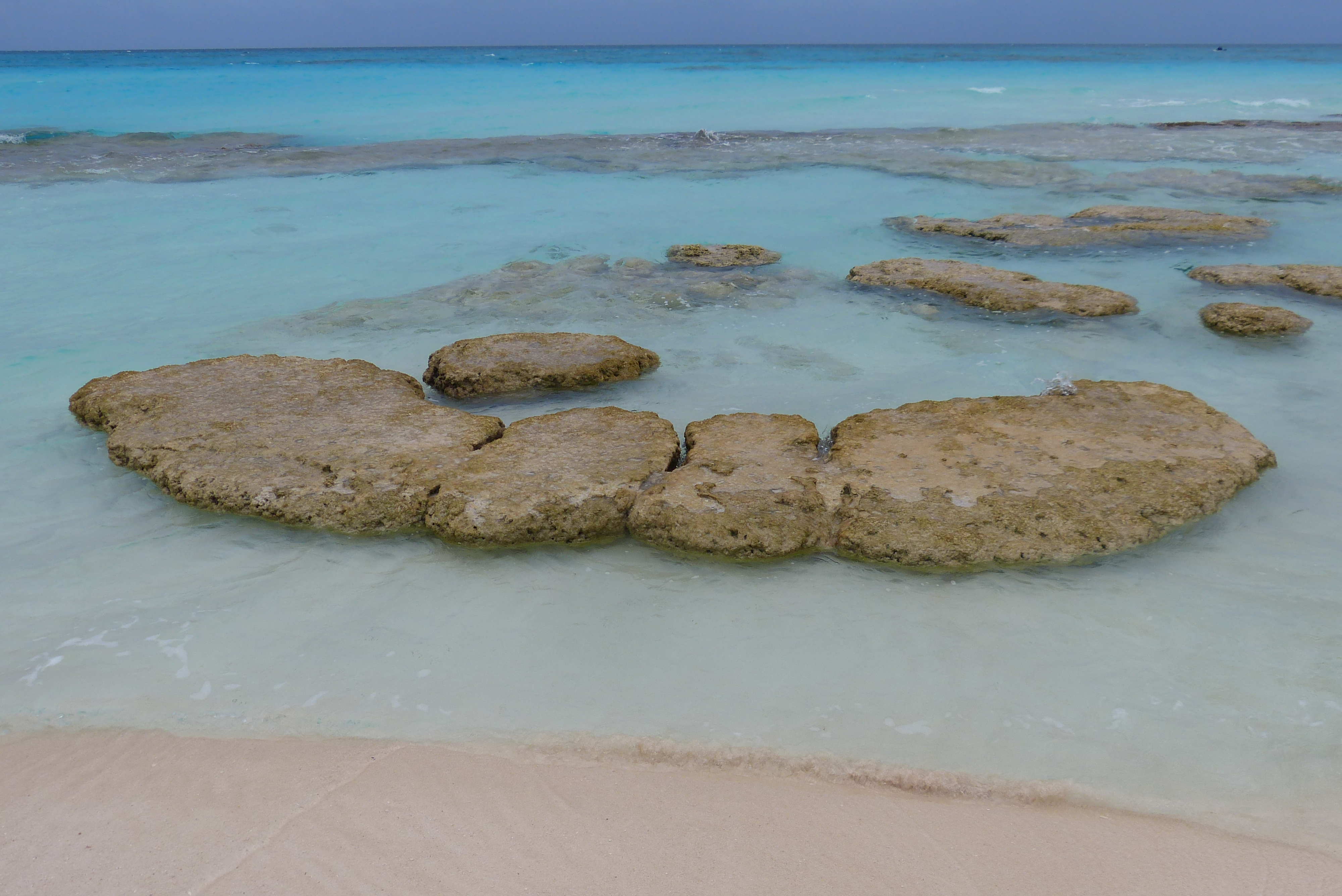
Stromatolithes à Highborne Cay, dans les Îles Exumas, aux Bahamas.

- « laminés », car ils sont en formes de feuillets superposés de 0,1 à 5 mm d'épaisseur. Ils forment un tapis biominéral foncé produit par une colonie qui est une forme organisée d'un biofilm, a priori la plus ancienne connue[4] ;
- « en double-couche », car dans la plupart des cas, la structure en feuillets est nettement constituée d'une couche de bactéries et d'une couche sédimentaire. La sédimentation semble être une forme de cristallisation induite par des bactéries dans une eau presque saturée en sels minéraux. Ceci explique la forme en boule des stromatolithes, alors qu'une sédimentation normale créerait une structure en feuillets horizontaux superposés. À l'échelle macroscopique, les stromatolithes se présentent comme des « coussins » discoïdes ou mamelonnés.

En tant que structure, un stromatolithe n'est pas vivant, seules les bactéries qui le construisent le sont. Selon les cas, l'intérieur du stromatolithe peut être quasiment plein ou laisser une quantité significative de vide, dans lequel d'autres organismes peuvent trouver abri.
Quelques structures de formes proches des stromatolithes, comme les oncolithes, ne sont peut-être pas biogéniques (c'est-à-dire résultant de processus mis en œuvre par des organismes vivants bioconstructeurs), mais simplement issues de phénomènes de cristallisation. Leur microstructure et leur composition isotopique diffèrent de celle des stromatolithes.

## Les stromatolithes dans le passé

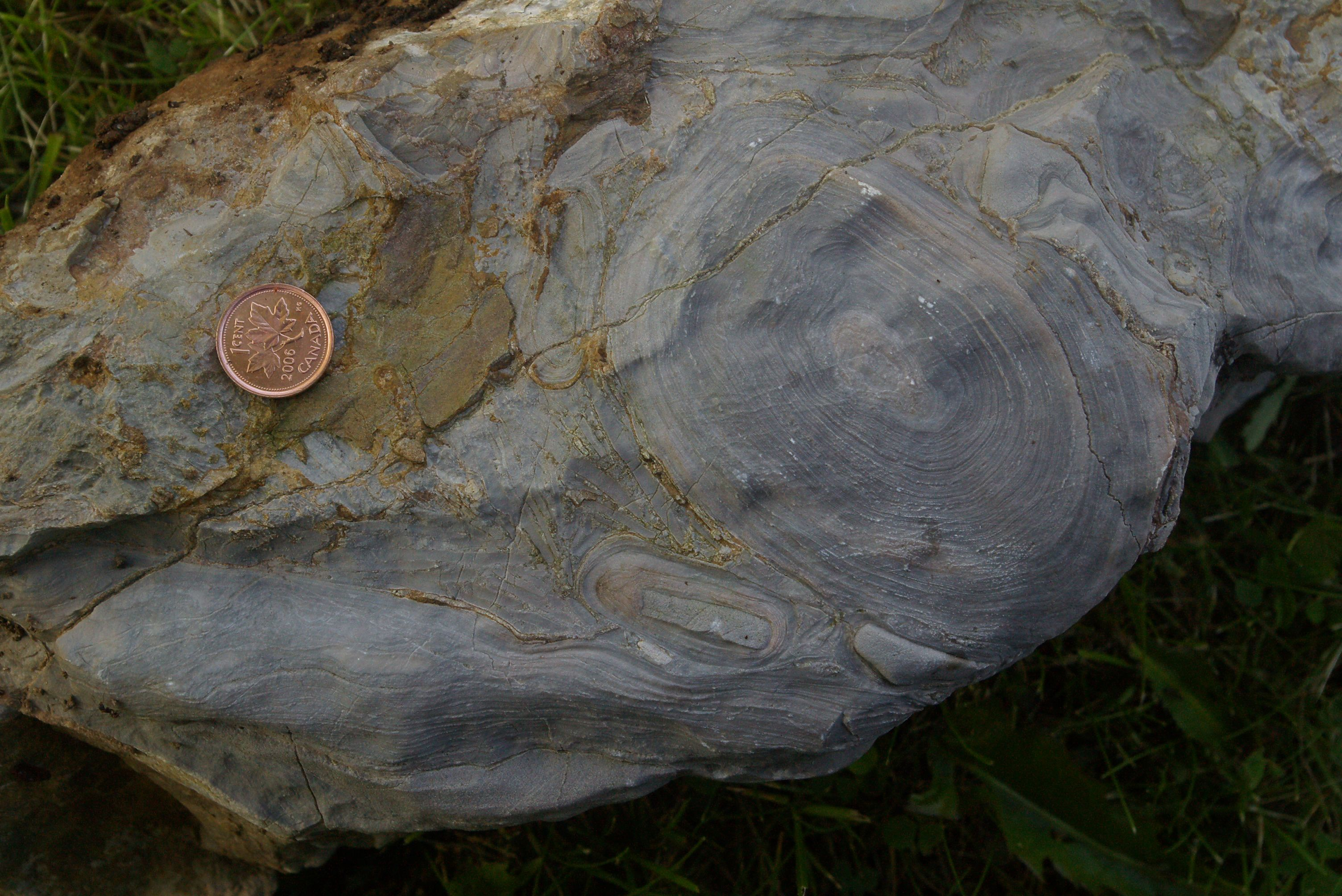
Traces de stromatolithes dans du calcaire sédimentaire.

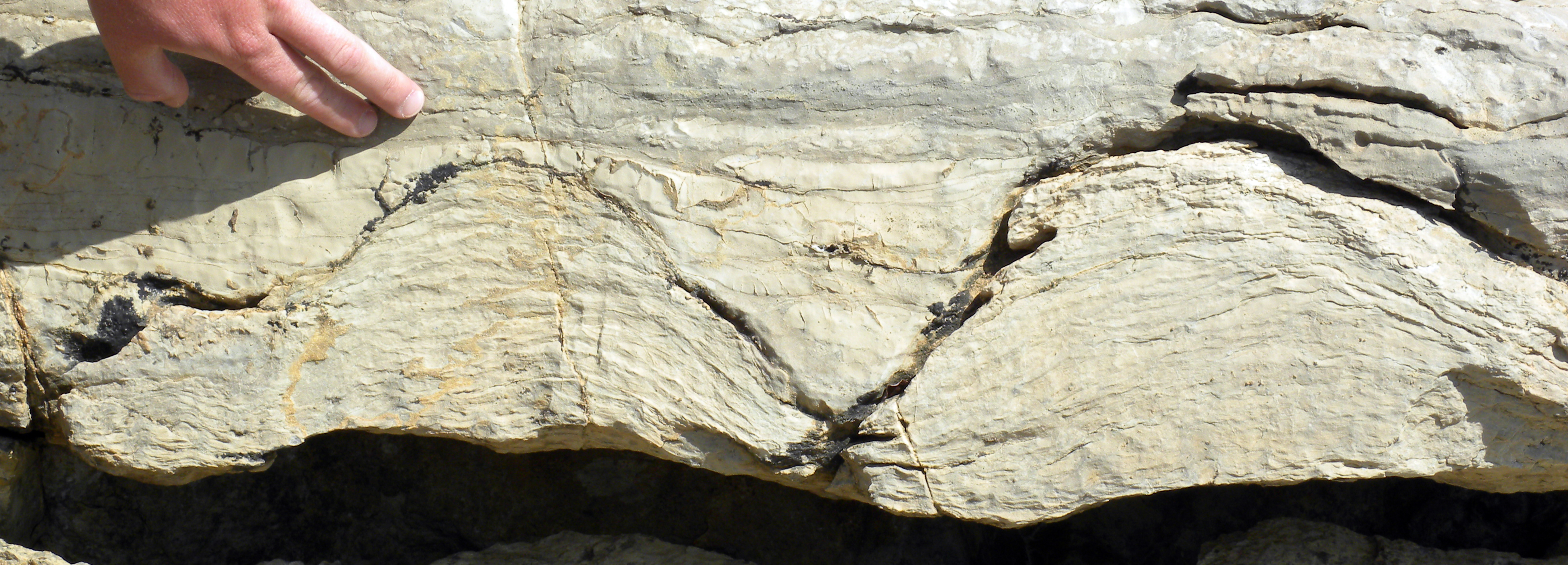
Stromatolithes de la formation Pika (Cambrien) près du lac Helen, Parc national Banff, Alberta, Canada

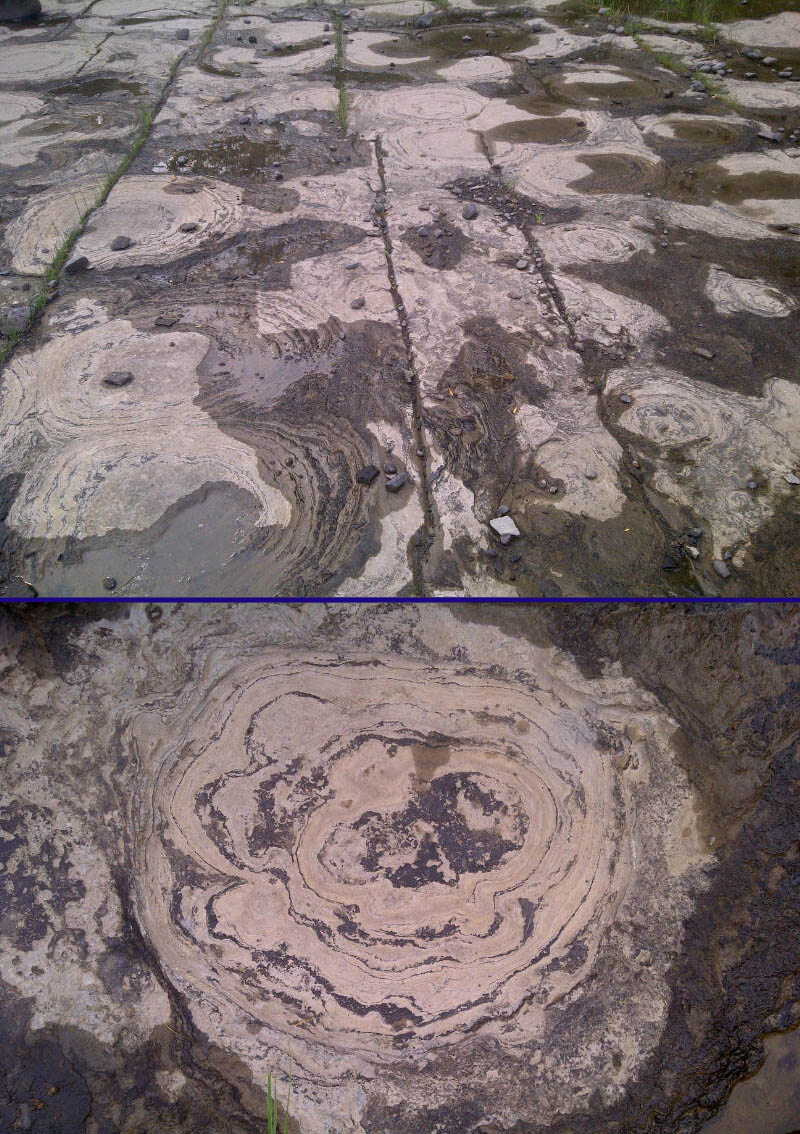
Stromatolithes fossilisés, retrouvés en bordure de la rivière des Outaouais, Gatineau, Québec, Canada

Ces structures existaient déjà sur tous les continents il y a 3,42 milliards d'années. La Lune était alors plus proche de la Terre (333 150 kilomètres au lieu de 384 400 kilomètres aujourd'hui) et la rotation de la Terre était plus rapide (les journées duraient 18 heures). La zone intertidale était beaucoup plus haute (la moyenne estimée du marnage est de 25 mètres), et donc l'estran était beaucoup plus vaste. Ainsi les stromatolites fossiles peuvent s'étendre sur de grandes surfaces, comme au sud de Marble Bar, dans le craton de Pilbara, l'un des plus vieux cratons du monde, dans le groupe de Warrawoona dans l'ouest-australien. On a cru découvrir des stromatolithes vieux de 3,7 milliards d'années dans la ceinture de roches vertes d’Isua, sur une île au sud-ouest du Groenland en 2016. Mais cette conclusion a été contestée en 2018 dans une étude publiée par la revue Nature. Les « structures stromatolithiques » en forme de cônes ou de dômes décrites alors sont considérées dans cet article comme le résultat de déformations post-déposition du sédiment, intervenues longtemps après son enfouissement.
Les premières publications scientifiques ont laissé penser que les stromatolithes ont connu un optimum d'extension mondiale et un maximum de diversité de formes et de structures au Protérozoïque (il y a 1,5 milliard d'années). Cette diversité aurait persisté à ce niveau jusqu'à il y a environ 700 millions d'années. Mais des données plus récentes montrent que leur nombre et leur diversité se sont effondrés plus tôt, au profit d'autres espèces. On pense maintenant qu'ils ont pu être la seule forme de vie, ou la forme très dominante, jusqu'il y a environ 550 Ma, mais que leur déclin a commencé bien plus tôt qu'on ne le pensait. Inversement, leur persistance est de plus d'un milliard d'années. Le pic de diversité serait daté d'1 à 1,3 milliard d'années, pour ensuite chuter à 75 % de ce niveau (entre -1 milliard et -700 millions d'années), pour enfin tomber à moins de 20 % au début du Cambrien.
K.J. MacNamara estime que la baisse de leur diversité résulte de la concurrence d'autres espèces émergentes à la fin du Protérozoïque. L'apparition de cette tendance, si l'on se fonde sur les temps de divergence des séquences moléculaires d'origine animale, remonterait au moins à un milliard d'années.
Les stromatolithes ont sans doute contribué à créer notre atmosphère riche en dioxygène et la couche d'ozone, qui ont permis le développement d'une vie terrestre et océanique plus complexe. Leur croissance est lente, mais au cours des milliards d'années, elles ont été à l'origine de puissants récifs ou massifs calcaires ou dolomitiques (jusqu'à 3 kilomètres d'épaisseur dans l'Anti-Atlas au Maroc) ou au Congo (créés il y a plus de 700 millions d'années). Ces communautés microbiennes ont ainsi été à l'origine d'une première séquestration du carbone (et du calcium, qui à dose élevée est un métal toxique pour les organismes complexes).
Les stromatolithes morts sont considérés comme des roches fossiles.
Par principe d'actualisme, les plus anciens sont supposés avoir également été élaborés par une communauté d'organismes microscopiques, du type bactéries et algues primitives.
Les stromatolithes sont parmi les plus anciennes roches fossiles d'origine biologique connues : les plus anciennes remontent à 3,465 milliards d'années. Elles sont les plus abondantes dans les sédiments d'âge précambrien.
Ces communautés ont dominé la vie marine entre 3 500 et 500 Ma. L'apparition de formes de vie plus complexes, telles que les mollusques, les crustacés et les vertébrés, vers la fin du Précambrien et le début du Cambrien, annoncent leur déclin.
Les communautés qui forment ces roches se cantonnaient alors à des niches écologiques isolées, entre autres les milieux marins peu profonds et très salés, peu propices aux autres organismes. Ces roches se rencontrent dans des sédiments de tous âges.

## Les stromatolithes contemporaines
Devenues très rares, les structures récifales actuelles semblent tout à fait similaires aux stromatolithes formés il y a plus de 3 milliards d'années. On en trouve de différentes tailles, structures et couleurs (gris-bleu, jaune crème, rougeâtre ou presque noir), mais seulement en quelques points du globe, sur le littoral marin ou lacustre :
- la baie Shark (« havre Hamelin », sur la côte occidentale de l'Australie) ;
- le lac Thétis (en) (un peu plus au sud, mais aussi sur le littoral ouest de l'Australie) ;
- le lac bleu (sud de l'Australie) ;
- le lac Salgada (pt) (Brésil) ;
- la lagune des Sept Couleurs située à côté du village de Bacalar (Mexique) ;
- le lac Solaire (Égypte) ;
- le golfe Persique, Green Lake, Salt Lake ;
- les Bahamas ;
- la Transvaal (Afrique du Sud) ;
- l'île de Haïnan (Chine) ;
- trois lacs aux eaux chaudes (27 à 35 °C) d'Australie-Occidentale : ceux saumâtres de l'Île Rottnest et de Clifton, et celui aux eaux douces de Richmond.
- le  Dard, vers Baume-les-Messieurs dans le Jura[13].

De très nombreuses sources chaudes sulfureuses, comme au Parc national de Yellowstone, abritent aussi des cyanobactéries qui créent souvent des structures stromatolithiques, bien qu'elles soient moins nombreuses et différentes des espèces vivant dans les eaux moins chaudes.
Les stromatolithes sont également présents dans les sources et ruisseaux pétrifiants, comme en France dans le ruisseau du Dard près de Lons-le-Saunier (département du Jura) et dans le ruisseau de la cascade pétrifiante de Saint Pierre-Livron près de Caylus (département de Tarn-et-Garonne).
Les formes, tailles, densités varient selon les sites géographiques, et localement selon la profondeur, le sens du vent et des vagues (ils s'allongent dans ce sens). Là où ils sont le plus variés, au lac Thétis, on distingue :
- une variété « pustuleuse » à Entophysalis, la plus souvent exondée par la marée. Ces stromatolithes sont peu ou pas laminés et moins denses, en blocs globalement circulaires d'un mètre de large et de dix centimètres de hauteur. Ils sont essentiellement produits par la bactérie Entophysalis major, qui pourrait descendre d'Entophysalis, ce qui en ferait la lignée vivante directe la plus ancienne connue sur la terre pour un organisme non-fossile.
- une variété « lisse » à Microcoleus et Schizothrix caractérisée par des colonnes plus hautes et nettement laminées, qui ne croissent que dans la partie inférieure de la zone intertidale produite par une cyanobactérie filamenteuse Microcoleus chthonoplastes et diverses espèces de bactéries du genre Schizothrix associées à d'autres variétés de bactéries.
- la variété « botryoïde » produite par une association de diatomées et de cyanobactéries. Ces massifs qui sont toujours immergés (jusqu'à 4 m de fond) sécrètent un film important de mucus. Ils peuvent être colonisés par des algues du genre Acetabularia.

Leur croissance est très lente : à Shark Bay on a mesuré un gain annuel de moins d'un demi-millimètre (0,4 mm) par an.

## Modèles de croissance
La genèse de ces formations de stromatolithes par des organismes vivants a été très controversée, mais la découverte et l'étude de stromatolithes encore actifs en Australie à Shark Bay (Australie) puis dans d'autres endroits du globe a convaincu les géologues que les feuillets minéraux structurant les stromatolithes anciens ont pu être lentement créés au fil du développement des colonies microbiennes en couches successives.
Les deux principaux modèles de croissance proposés sont : 
- le modèle du piégeage mécanique de minéraux : les cyanobactéries lors de leur croissance en colonies ou amas forment un plexus de filaments bactériens qualifié de matrice mucilagineuse procaryotique ou encore de matte bactérien. Le mucilage qu'elles produisent est capable de piéger certaines des minéraux (carbonates, silice) en suspension disponibles dans l'eau, qui finissent être encroûtés par la matte.
- la précipitation biochimique de minéraux, influencée par le métabolisme microbien.

La précipitation du carbonate de calcium suit la réaction :
{\displaystyle Ca^{2+}+2(HCO_{3}^{-})\leftrightarrow CaCO_{3}+CO_{2}+H_{2}O} 

Les bactéries, en assurant leur photosynthèse à partir du dioxyde de carbone (CO2) dissous dans l'eau, induisent le déplacement de l'équilibre vers la droite, avec formation de calcaire (CaCO3).
D'autres bactéries alcalino- et thermo-résistantes, comme les actuelles Bacillus sphaericus, Sporosarcina pasteurii ou Proteus aeruginosa, précipitent aussi le calcium en calcaire insoluble, qui perdure après la disparition de la bactérie carbonatogène. Les cheminées hydrothermales présentent ainsi souvent une structure stromatolithique.

## Hypothèses concernant le rôle de l'évolution dans l'apparition des stromatolithes
Le mucilage et la structure multicouche produits par ces bactéries très anciennes (et dites pour cette raison « primitives ») pourraient avoir comme origine la sélection naturelle.
Lorsque ces organismes sont apparus et ont commencé à coloniser la zone intertidale et les lagunes arrière-littorales des terres à cette époque émergées, l'absence d'oxygène dans l'atmosphère, puis sa rareté, n'ont longtemps pas permis l'existence d'une couche d'ozone telle que celle qui nous protège aujourd'hui des radiations solaires et en particulier des ultra-violets (UV), mortels pour les bactéries.
Cette substance gélatineuse a pu jouer un rôle d'écran solaire anti-radiations UV. Ce rôle existait peut-être encore chez la Faune de l'Édiacarien, plus complexe mais dont les fossiles laissent penser qu'elle était constituée d'organismes animaux gélatineux comme le sont les méduses.
De nos jours, on peut encore observer des colonies bactériennes (exemple : le genre Nostoc) ou des algues supérieures qui supportent d'être exposées plusieurs heures au plein soleil à marée basse grâce à un mucus ou une substance mucilagineuse.
- Rôle de protection contre l'oxygène. L'oxygène est un déchet du métabolisme des bactéries photosynthétiques. Il est toxique (oxydant, produisant des radicaux libres) pour les bactéries si elles l'accumulent dans leur milieu interne.
- Rôle de protection contre l'acide carbonique et le bicarbonate issus du CO2 dissous dans l'océan primitif (les stromatolithes ont contribué à désacidifier l'océan primitif et à permettre une vie plus complexe).

De son côté, le feuillet externe de calcaire biogénique (formé par les colonies de cellules à partir d'un « biofilm externe » et de la substance mucilagineuse qui facilite la précipitation du calcium en calcaire) semble jouer plusieurs rôles complémentaires :
- il « double » la protection offerte par les mucilages contre les UV, la chaleur et la déshydratation (notamment à marée basse quand les stromatolithes étaient exposés au soleil et au vent) ;
- c'est un support (autoconstruit) favorable à ce type de colonies bactériennes : cette structure leur permet en effet de ne pas être emportées au gré des courants et de rester idéalement fixées dans leur zone d'optimum écologique, disposant d'un ensoleillement maximal (sans ses inconvénients), mais aussi de sels minéraux et d'oligo-éléments apportés par le lessivage des roches continentales ;
- il apporte une protection physique contre les vagues et l'érosion par les particules sableuses dures en suspension ; individuellement pour chaque colonie, et collectivement pour les "colonies de colonies" que forment les zones de stromatolithes.

Deux autres hypothèses sont évoquées, notamment par James Lovelock dans son hypothèse Gaïa et ses développements ultérieurs :
- la création d'un « biomatériau » calcaire a fortement contribué à la détoxication du milieu intérieur de ces bactéries qui ne doit pas être trop riche en calcium, toxique à partir de faibles concentration à l'intérieur de la cellule, ni en acide carbonique, qui se forme lorsqu'il y a une grande quantité de CO2 dissous dans l'eau ou le milieu intérieur - À cette époque on pense que l'atmosphère était surtout composée de CO2 ;
- rôle dans la physiologie biogéoplanétaire et de la biosphère, grâce à l'absorption et l'inertage du CO2, conjointement au calcium. Alors que la température du soleil et les radiations infrarouges reçues par la terre augmentaient menaçant la vie naissante, le gigantesque puits de carbone constitué par les stromatolithes (et ensuite par tous les autres organismes impliqués dans la création de roches calcaires biogéniques (récifs coralliens, calcaire coquillers…) ou sédimentaires (nécromasse) a permis qu'alors que la température du soleil augmente depuis l'apparition de la vie, celle de la terre soit restée relativement stable grâce à cette séquestration (naturelle) du CO2 de l'atmosphère...

## Intérêt pour la paléoécologie et la connaissance des paléoclimats

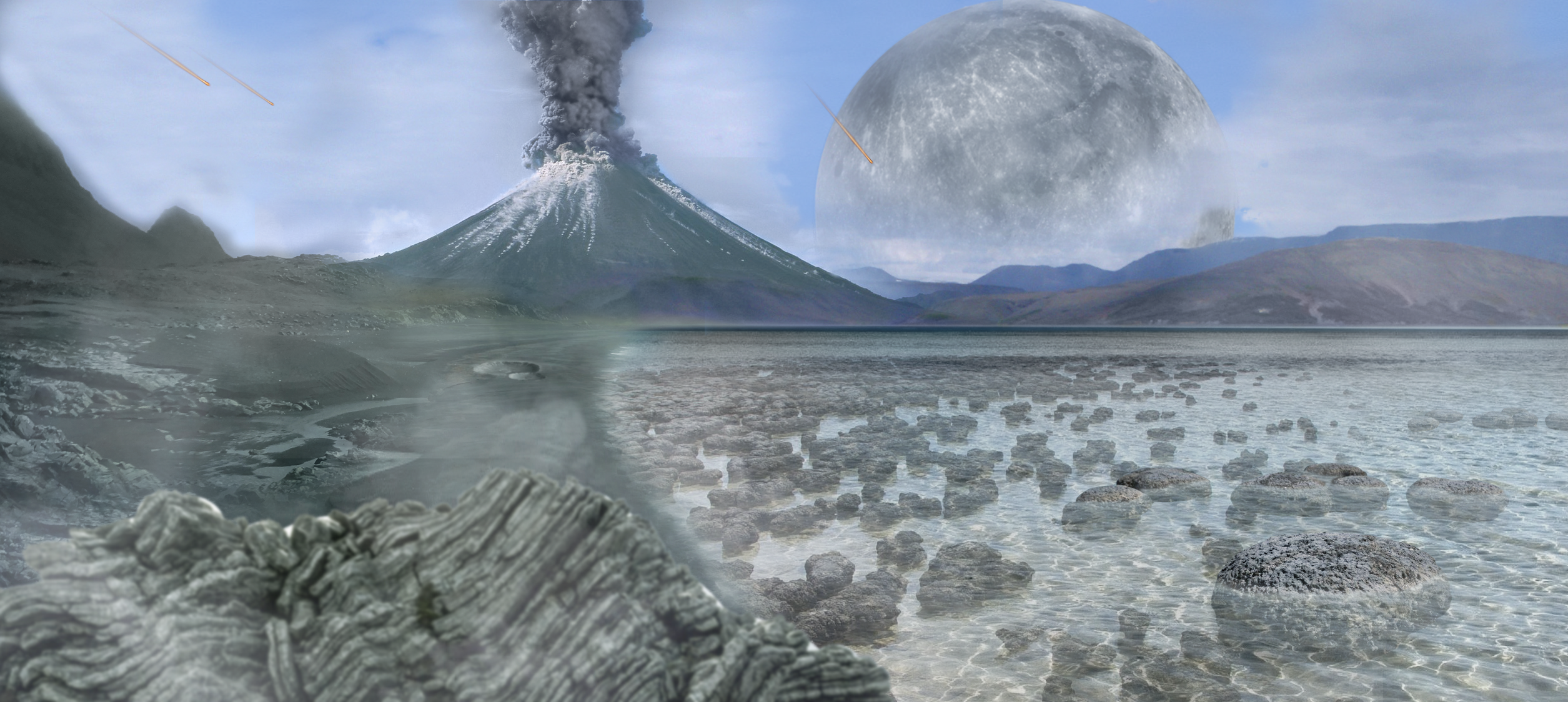
Reconstitution d’un paysage archéen avec des stromatolithes, par Tim Bertelink, avec la Lune à son lever, alors plus proche de 51250 kilomètres de la Terre.

En tant que roche biogénique, les structures à stromatolithes portent la trace des organismes et organisations vivantes les plus anciennes. Ce ne sont pas les restes d'un organisme particulier, mais la fossilisation d'un récif non corallien. Les cyanobactéries, actuellement dominantes sur ces structures, si elles l'étaient également dans les temps précambriens, sont un indice d'activité photosynthétique, et donc de puits de carbone et de production significative d'oxygène à un moment très ancien de l'histoire de l'atmosphère primitive. En l'absence d'un contre-modèle biologique, c'est cette hypothèse qui prévaut en sciences de la Terre. Ces récifs microbiens une fois fossilisés donnent aux roches des structures variées dont l'étude nous permet de mieux comprendre le passé, y compris climatique. Sont souvent qualifiés de « stromatolithiques » tous les récifs fossilisés présumés formés par l'activité de micro-organismes bioconstructeurs.
Par activité photosynthétique, le carbone 12 (12C) disponible dans le gaz carbonique dissous est fractionné préférentiellement avec le carbone 13 (13C), ce second isotope se retrouvant en excès dans l'eau des océans : il constitue de ce fait un bon proxy géochimique des variations de l'activité autotrophique au Précambrien.
En plus du piégeage sédimentaire, les colonies bactériennes sont donc responsables d'une partie de la précipitation des carbonates et de sels de fer. Lorsqu'une matrice microbienne est saturée, les filaments meurent et servent de support solide calcaire au développement d'une autre matrice, par activité microbienne renouvelée.